# Rupert Brooke

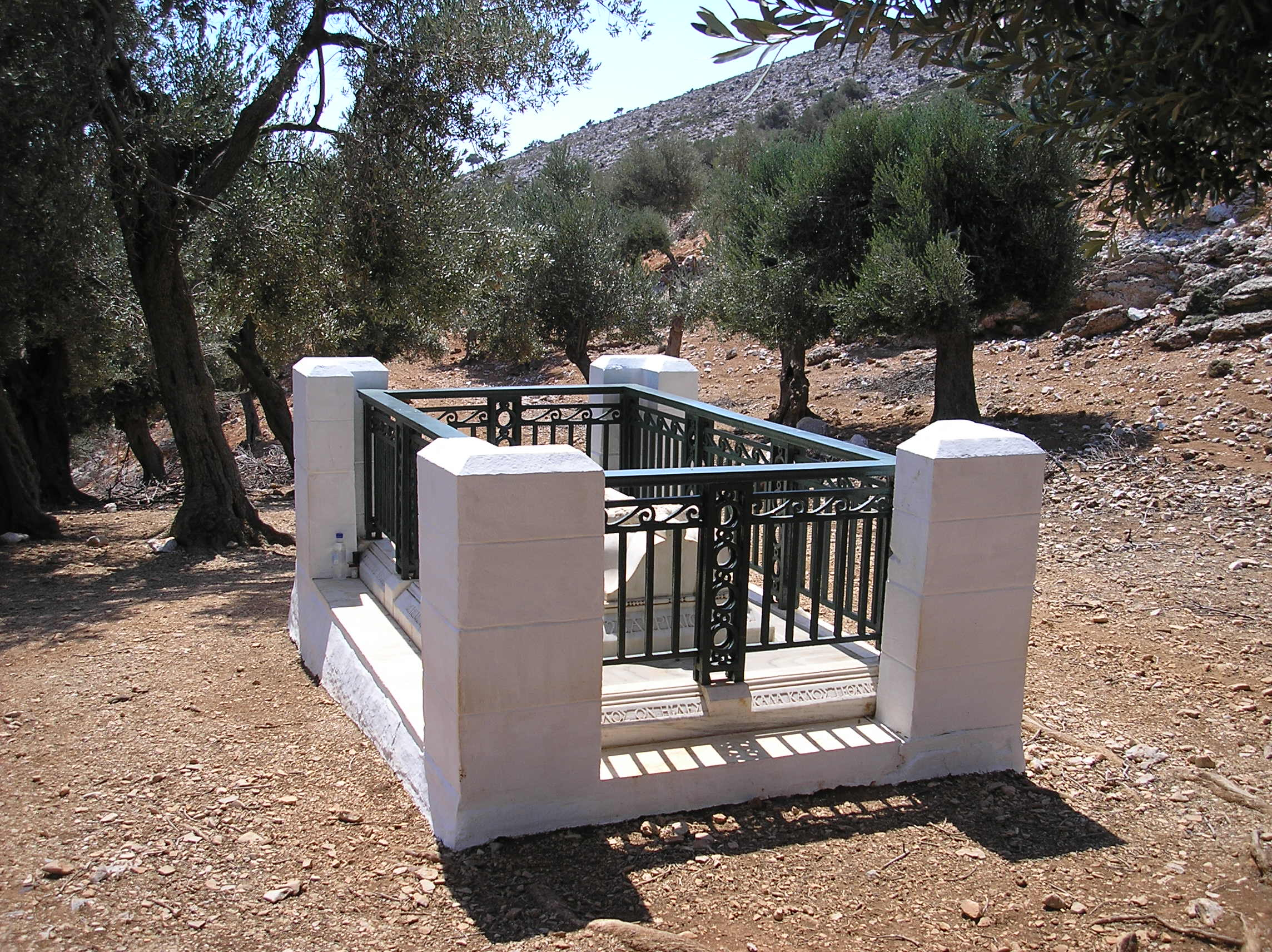
Brookes graf op het eiland Skyros (Griekenland)

Rupert Chawner Brooke (Rugby, 3 augustus 1887 – Skyros (Griekenland), 23 april 1915) was een Engelse dichter.

## Leven en werk

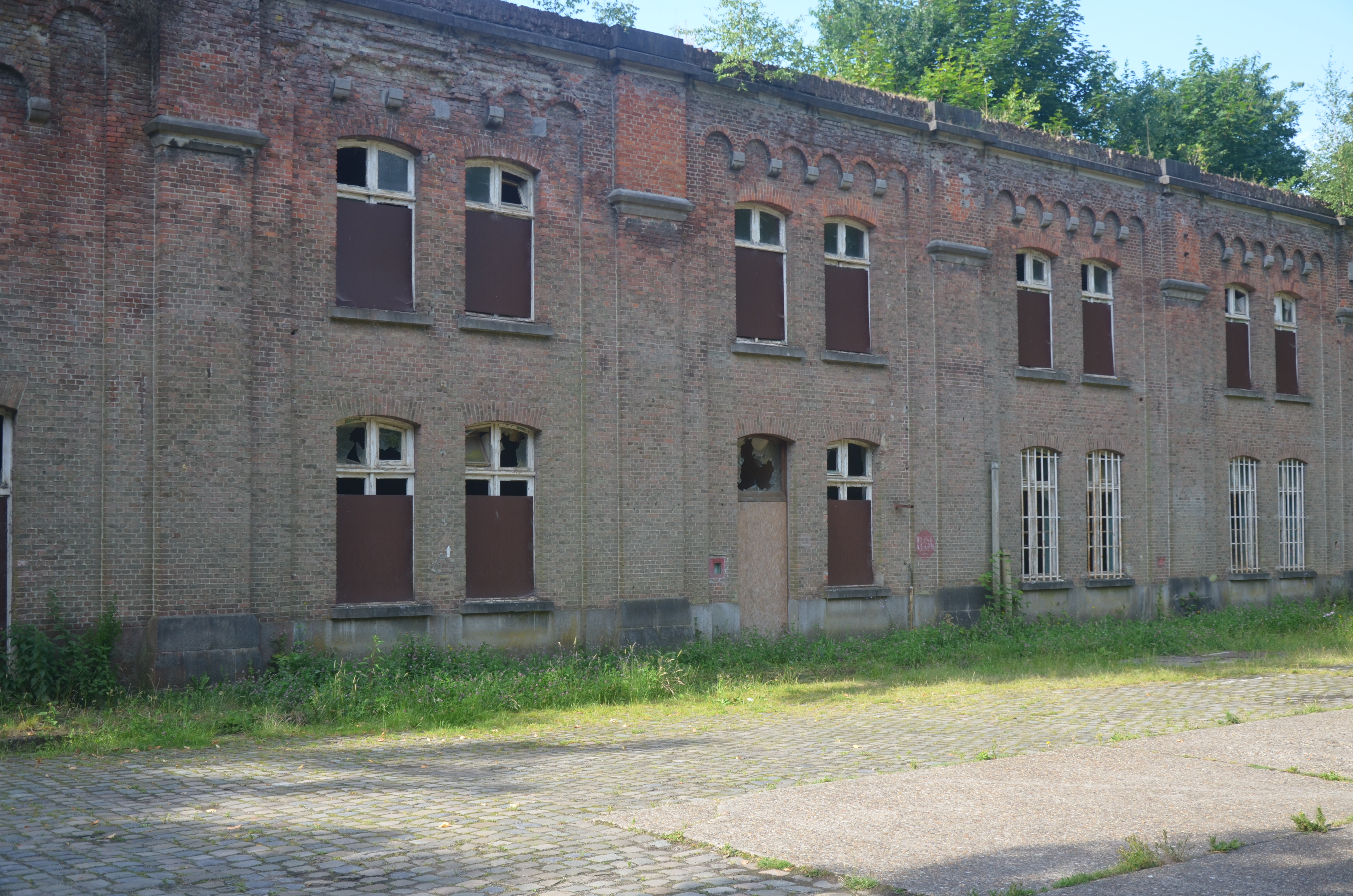
Fort-4 te Mortsel-Oude God

Brooke was de zoon van een leraar aan de bekende school in Rugby en werd daar zelf ook opgeleid. Vervolgens bezocht hij de Universiteit van Cambridge, waar hij in 1909 afstudeerde. In zijn periode aan Cambridge had hij een relatie met medestudent James Stratchey.  Daarna reisde hij door Europa en in de jaren 1913-1914 ook door de Verenigde Staten, Canada en Nieuw-Zeeland. Voor het uitbreken van de Eerste Wereldoorlog was hij terug in Engeland en nam dienst bij de marine. Als officier was hij gestationeerd in Fort-4 te Mortsel-Oude God tijdens het Beleg van Antwerpen in 1914. In 1915 vertrok hij op expeditie naar de Dardanellen, maar aan de militaire campagne zou hij niet deelnemen: hij overleed aan bloedvergiftiging door een geïnfecteerde muggenbeet en werd begraven op het eiland Skyros. Hij was op dat moment 27 jaar oud.
Brooke begon met het schrijven van poëzie toen hij nog op school zat in Rugby. Zijn eerste bundel, Poems, werd gepubliceerd in 1911. Zijn dichterstalent werd bewonderd, maar ook zijn knappe uiterlijke verschijning. De dichter William Butler Yeats omschreef hem als 'de knapste jongeman in Engeland'. De bundel 1914 and Other Poems verscheen in 1915. De oorlogssonnetten maakten diepe indruk.
Een bundel met verzameld werk werd uitgegeven in 1918. De uitgave van 1952 is echter de meest volledige. In 1956 verscheen The Prose of Rupert Brooke, met een verzameling artikelen en niet eerder gepubliceerde manuscripten. Letters from America (1916) bevat een serie artikelen die Brooke vanuit de Verenigde Staten schreef voor het blad The Westminster Gazette.

## The Soldier
'The Soldier' is Brookes bekendste sonnet over de Eerste Wereldoorlog en het bekendste gedicht in het algemeen over de Eerste Wereldoorlog. In de tijd dat het geschreven werd, werd het gezien als de perfecte expressie van alles waar Engeland voor stond.
The Soldier
If I should die, think only this of me:
That there's some corner of a foreign field
That is for ever England. There shall be
In that rich earth a richer dust concealed;
A dust whom England bore, shaped, made aware,
Gave, once, her flowers to love, her ways to roam,
A body of England's, breathing English air,
Washed by the rivers, blest by suns of home.
And think, this heart, all evil shed away,
A pulse, in the eternal mind, no less
Gives somewhere back the thoughts by England given;
Her sights and sounds; dreams happy as her day;
And laughter, learnt of friends; and gentleness,
In hearts at peace, under an English heaven.
Dit gedicht is heel patriottisch. Daarom was het in Engeland ook populair. Er wordt niet over de gruwelen van de oorlog gesproken. De kern van het gedicht is dat een soldaat tenminste een stukje vaderland heeft meegenomen als hij zou sterven in een land ver van Engeland vandaan, en dat de aarde daarvan rijker wordt.
Matthijs Vermeulen maakte in 1917 een liedversie van het gedicht voor bariton en piano.

## The Dead
'The Dead' is een ander oorlogssonnet van Brooke. Dit gedicht laat duidelijk zien dat de uitbraak van de oorlog een nieuwe periode in de geschiedenis inluidde. Brooke dacht dat jezelf opofferen voor een nobele zaak de hoogste kwaliteiten in de mens naar boven kon halen. Frank Bridge maakte een toonzetting bij dit gedicht, hij las het anders, een oproep voor een zinloze slachting, in zijn Blow out, you bugles.
The Dead
Blow out, you bugles, over the rich Dead!
There's none of these so lonely and poor of old,
But, dying, has made us rarer gifts than gold.
These laid the world away; poured out the red
Sweet wine of youth; gave up the years to be
Of work and joy, and that unhoped serene,
That men call age; and those who would have been,
Their sons, they gave, their immortality.
Blow, bugles, blow! They brought us, for our dearth,
Holiness, lacked so long, and Love, and Pain.
Honour has come back, as a king, to earth.
And paid his subjects with a royal wage;
And Nobleness walks in our ways again;
And we have come into our heritage.